# Hermanos de la vida pobre

La Sociedad de Pobres Ermitaños de Angelo Clareno, clarenses o pobres eremitas fue una orden religiosa católica originada como una reforma observante de la orden franciscana. Fue fundada por el franciscano Angelo da Clareno, en el marco del movimiento de los franciscanos espirituales.
Los clarenses practicaban la estricta observancia del voto de pobreza, interpretando literalmente la Regla no bulada de Francisco de Asís, aprobada verbalmente por Inocencio III. Su práctica religiosa se distinguía por un severo ascetismo y la vida eremítica y mendicante. Vivían en pequeñas comunidades aisladas, en eremitorios formados por celdas separadas, como ermitas, y unos espacios comunes para desarrollar la vida en común (oficios, comidas, etc.).
Se desarrollaron en Italia, especialmente en los Apeninos de Umbría, las Marcas y los Abruzos. Los clarenes vivían exclusivamente de las limosnas y la protección dada por los habitantes de las poblaciones próximas a la comunidad, a las cuales se vinculaban por la predicación y la devoción.

## Historia
El primer movimiento de franciscanos espirituales fue iniciado por Angelo da Clareno hacia los años setenta del siglo XIII en las Marcas. Por la ideología radical que propugnaba fue aprisionado y condenado a prisión perpetua (c.. 1278), pero fue liberado por el ministro general de los franciscanos, Raimondo Gaufredi (1289-95), que lo envió como misionero a Armenia, donde estuvo hasta el final de 1293, tras convertir al rey de Armenia Hethum II.
Al volver, el nuevo papa era Celestino V, conocido por su ascetismo: autorizó a Angelo Clareno y Pietro da Macerata, hacia 1294, a formar una comunidad que interpretara radicalmente la regla franciscana, bajo la directa obediencia al pontífice: nacieron así los «Pobres Ermitaños». No obstante, Bonifacio VIII revocó esta concesión y los disolvió al subir al solio pontificio pocos meses después, en 1295.
Clareno y sus seguidores se exiliaron en Grecia, donde atacaron la legalidad de la acción papal. Bonifacio VIII tomó medidas y se tuvieron que marchar de Grecia, volviendo a Italia. Entonces dirigía el grupo fray Liberato, que intentó recuperar los derechos de los espirituales primero con Bonifacio  VIII, que murió en octubre de 1303, y con Benedicto XI, fallecido en julio de 1304. Liberato murió en 1307 y Angelo da Clareno lo sucedió como superior de la comunidad y, desde entonces empezaron a ser conocidos como clarenses.
Permaneció en Italia central hasta 1311, cuando fue a Aviñón con el cardenal Giacomo Colonna, protector suyo, para conseguir el visto bueno del papa sin conseguirlo. Durante el pontificado de Juan XXII, en 1317 fueron excomulgados y perseguidos como herejes. Con el decreto Sancta Romana te universalis ecclesia del 30 de diciembre de 1317, el papa rechazó cualquier autorización de la comunidad de Clareno.

## Fraticellien rebeldía
Clareno volvió a Italia central y, actuando como general de la comunidad, continuó la actividad, a pesar de haber sido disuelta por el papa: en 1318 nombró provinciales, ministros, custodios, fundó conventos nuevos, escribir cartas pastorales, etc. Se puede decir que entonces funcionó, como orden independiente los Fratres de Paupere Vita o Hermanos de la vida pobre, uno de los grupos que formaban parte del movimiento de los fraticelli.
Se consideraban en sí mismo como los verdaderos Hermanos menores, de acuerdo con el espíritu fundacional de san Francisco de Asís. Ignoraron a la autoridad papal porque Juan XXII había derogado la regla franciscana, que para ellos representaba simplemente el evangelio. Igualmente, condenaron a los religiosos y prelados que habían intervenido en el proceso.
Se extendieron para las Marcas, Umbría, el Lacio, Campania y Basilicata. Clareno disfrutó de la protección del abad de Subiaco cuando Juan XXII ordenó su arresto en 1334, condenando "al demente hereje que se nombra él mismo general de la secta condenada de los fraticelli".
Cuando Angelo da Clareno murió el 15 de julio de 1337, la congregación quedó sin dirección; las presiones de la Inquisición hicieron que se disgregara en grupos separados sin una doctrina común, salvo la oposición al papa. En 1381 fueron expulsados de Florencia y en 1389, Michele Berti, que había ido desde Ancona a predicar la Pascua, fue condenado a la hoguera.
En Nápoles, los fraticelli trabajaban en un hospital cerca del palacio real, desde 1362. Divididos en tres ramas, que reconocían como superiores Tommaso da Bojano, Bernardo da Sicilia y Angelo da Clareno, los unía el hecho de considerar que el "auténtico papado" había acabado y que Juan XXII era un hereje, influidos por el pensamiento joaquinita de Joaquín de Fiori.
Los Ermitaños Pobres de Monte della Majella, cerca de Sulmona, fueron una comunidad seguidora de Angelo da Clareno, y ofreció, en 1349, protección al tribuno romano Cola di Rienzi. Radicales por lo que hacía referencia a la pobreza, fueron protegidos por los celestinos de Santo Spirito.

## Desarrollo posterior
Los pocos clarenses que quedaron en Italia continuaron su vida en comunidades pequeñas, poco numerosas y al margen de los acontecimientos. Vuelven a ser documentados, ya reconciliados con la Iglesia, al inicio del siglo XV, durante el papado de Eugenio IV, que reconocerá las prerrogativas de la congregación el 4 de enero de 1444. De hecho, el origen de estos clarenses ortodoxos es desconocido: no se sabe si eran clarenses que se habían mantenido al margen de la herejía o si se habían retractado y se convertido después.
En 1473 y a petición de los mismos clarenes, Sixto IV los colocó bajo la obediencia del ministro general de los franciscanos conventuales, formado una custodia autónoma con un vicario. Fueron obligados, en 1570 a integrarse en la Hermanos menores de la regular observancia y a abandonar los eremitorios, entonces inseguros a causa de la violenta situación social del momento.